# Liste de personnalités du football décédées en 2013
Cet article présente une liste de personnalités du monde du football décédées au cours de l'année 2013.
Plus d'informations : Liste exhaustive de personnalités du football décédées en 2013.

## Janvier
- 2 janvier : décès à 67 ans de Ladislao Mazurkiewicz, international uruguayen devenu entraineur[1].
- 2 janvier : décès à 81 ans de Rudolf Szanwald, international autrichien[2].
- 4 janvier : décès à 77 ans de Derek Kevan, international anglais ayant remporté la FA Cup 1954[3].
- 4 janvier : décès à 32 ans de Lassaad Ouertani, international tunisien ayant remporté le Championnat de Tunisie 2008 et la Coupe de Tunisie 2003[4].
- 8 janvier : décès à 80 ans de Bernard Delcampe, joueur puis entraineur français[5].
- 8 janvier : décès à 69 ans de Cornel Pavlovici, international roumain ayant remporté la Coupe de Roumanie 1966[6].
- 18 janvier : décès à 90 ans de Sean Fallon, international irlandais ayant remporté le Championnat d'Écosse 1954 et 2 Coupe d'Écosse[7].
- 18 janvier : décès à 77 ans de Ken Jones, joueur gallois[8].
- 18 janvier : décès à 81 ans d'Ernst Wechselberger, joueur puis entraineur allemand[9].
- 23 janvier : décès à 87 ans de Jacques Grimonpon, joueur français ayant remporté le Championnat de France en 1946[10].
- 28 janvier : décès à 87 ans de Ladislav Pavlovič, international tchécoslovaque[11].

## Février
- 3 février : décès à 79 ans de Zlatko Papec, international yougoslave[12].
- 11 février : décès à 37 ans de Frank Seator, international libérien ayant remporté le Championnat de Tunisie 2003[13].
- 11 février : décès à 52 ans d'Alfred Zijai, international albanais ayant remporté le Champion d'Albanie 1991 et 2 Coupe d'Albanie[14].
- 14 février : décès à 71 ans de Luis Cruzado, international péruvien ayant remporté comme joueur 7 Championnat du Pérou puis devenu entraineur et sélectionneur de son pays en masculin et féminin[15].
- 14 février : décès à 75 ans de Zdeněk Zikán, international tchécoslovaque[16].
- 15 février : décès à 92 ans de Sauveur Rodriguez, international français ayant remporté le Championnat de France en 1948[17].
- 20 février : décès à 80 ans d'Antonio Roma, international argentin ayant remporté la Copa América 1957, 4 Championnat d'Argentine et la Coupe d'Argentine 1969[18].
- 21 février : décès à 87 ans de Hasse Jeppson, international suèdois[19].
- 22 février : décès à 85 ans d'Édouard Salzborn, joueur français ayant remporté la Coupe de France en 1959[20].
- 24 février : décès à 89 ans de Con Martin, international irlandais[21].
- 27 février : décès à 87 ans de Vital Loraux, arbitre international belge[22].
- 28 février : décès à 47 ans de Theo Bos, joueur néerlandais devenu entraîneur[23].

## Mars
- 3 mars : décès à 72 ans de Luis Cubilla, international uruguayen ayant remporté comme joueur 2 Coupe intercontinentale, 3 Copa Libertadores, 10 Championnat d'Uruguay et la Coupe d'Espagne 1963 puis comme entraîneur la Coupe intercontinentale 1979, la Copa Libertadores 1979, 8 Championnat du Paraguay et le Championnat d'Uruguay 1981. Il fut également sélectionneur de son pays[24].
- 4 mars : décès à 84 ans de Seki Matsunaga, international japonais.
- 7 mars : décès à 87 ans de Jan Zwartkruis, joueur néerlandais devenu entraîneur. Il fut également sélectionneur de son pays, de Trinité-et-Tobago et des Antilles néerlandaises[25].
- 8 mars : décès à 77 ans de Kai Pahlman, international finlandais ayant remporté comme joueur 2 Championnat de Finlande et 3 Coupe de Finlande devenu entraîneur ayant remporté le Championnat de Finlande 1973[26].
- 11 mars : décès à 73 ans de Charles Tamboueon, joueur puis entraîneur français.
- 13 mars : décès à 85 ans de Léon Deladerrière, international français devenu entraîneur[27].
- 15 mars : décès à 89 ans de Felipe Zetter, international mexicain[28].
- 17 mars : décès à 89 ans de François Sermon, international belge ayant remporté 4 championnat de Belgique[29].
- 21 mars : décès à 95 ans d'Aníbal Paz, international uruguayen ayant remporté la Coupe du monde 1950, la Copa América 1942 et 9 Championnat d'Uruguay[30].
- 25 mars : décès à 83 ans de Carlos Lazón, international péruvien ayant remporté 3 Championnat du Pérou.
- 28 mars : décès à 24 ans de Guelor Dibulana, international congolais[31].

## Avril
- 2 avril : décès à 56 ans de Mariano Pulido, international espagnol[32].
- 3 avril : décès à 64 ans de Juanito, joueur espagnol ayant remporté le Champion d'Espagne en 1974[33].
- 8 avril : décès à 45 ans de Yasuhiro Yamada, joueur japonais[34].
- 10 avril : décès à 79 ans d'Alexandru Fronea, international roumain ayant remporté 2 Championnat de Roumanie et la Coupe de Roumanie 1963[35].
- 10 avril : décès à 74 ans d'Aleksandar Kozlina, international yougoslave ayant remporté la médaille d'or Jeux olympiques 1960[36].
- 13 avril : décès à 81 ans d'Abdelhamid Kermali, innternational algérien ayant remporté la Coupe d'Algérie en 1967 devenu entraineur. Il fut également sélectionneur de son pays avec qui il remporta la Coupe d'Afrique des Nations 1990[37].
- 18 avril : décès à 93 ans de Leopold Gernhardt, international autrichien ayant remporté 7 Championnat d'Autriche et la Coupe d'Autriche 1946 devenu entraîneur[38].
- 19 avril : décès à 41 ans de Kirt Hector, sélectionneur dominiquais[39].
- 19 avril : décès à 79 ans d'Abdelkader Zerrar, joueur algérien ayant remporté comme joueur 4 Championnat de Tunisie, 2 Championnat d'Algérie, la Coupe d'Algérie 1966 puis comme entraîneur le Championnat d'Algérie 1981[40].
- 23 avril : décès à 56 ans de Tony Grealish, international irlandais[41].
- 26 avril : décès à 88 ans de Paul Perez, joueur français.
- 27 avril : décès à 82 ans de Maurice Gransart, joueur français[42].

## Mai
- 1er mai : décès à 60 ans de Pierre Pleimelding, international français devenu entraîneur. Il fut sélectionneur de la Côte d'Ivoire[43].
- 2 mai : décès à 32 ans d'Ivan Turina, international croate ayant remporté 3 Championnat de Croatie, 2 Coupe de Croatie et la Coupe de Pologne 2009[44].
- 3 mai : décès à 91 ans de Henri Combot, joueur français[45].
- 4 mai : décès à 74 ans de Jacques Stockman, international belge ayant remporté 5 Championnat de Belgique devenu entraîneur[46].
- 8 mai : décès à 82 ans de Guy Nungesser, joueur français ayant remporté la Coupe de France 1957 devenu entraîneur[47].
- 16 mai : décès à 92 ans de Max Schirschin, joueur puis entraîneur allemand.
- 24 mai : décès à 70 ans de Ron Davies, international gallois[48].
- 24 mai : décès à 87 ans d'Antonio Puchades, international espagnol ayant remporté le Championnat d'Espagne 1947 et 2 Coupe d'Espagne[49].

## Juin
- 10 juin : décès à 52 ans de Louis M'Fédé, international camerounais ayant remporté la Coupe d'Afrique des nations 1988 et 2 Championnat du Cameroun[50].
- 10 juin : décès à 91 ans d'Enrique Orizaola, joueur puis entraîneur espagnol[51].
- 12 juin : décès à 42 ans de Mohammed al-Khilaiwi, international saoudien ayant remporté la Coupe d'Asie des nations 1996[52].
- 13 juin : décès à 84 ans de René Domingo, international français ayant remporté 2 championnat de France et la Coupe de France 1962[53].
- 15 juin : décès à 65 ans de Heinz Flohe, international ouest-allemand ayant remporté la Coupe du monde 1974, le Championnat d'Allemagne en 1978 et 3 Coupe d'Allemagne[54].
- 16 juin : décès à 60 ans de Josip Kuže, joueur croate devenu entraîneur ayant remporté le Championnat de Croatie 2006. Il fut également sélectionneur de l'équipe nationale d'Albanie et de l' équipe nationale du Rwanda[55].
- 16 juin : décès à 89 ans d'Ottmar Walter, international ouest-allemand ayant remporté la Coupe du monde 1954 et 2 Championnat d'Allemagne[56].
- 20 juin : décès à 91 ans d'Ingvar Rydell, international suédois ayant remporté la médaille de bronze aux Jeux olympiques de 1952 et 3 Championnat de Suède.
- 21 juin : décès à 23 ans d'Alen Pamić, joueur croate[57].
- 24 juin : décès à 55 ans de Julio César Balerio, international péruvien ayant remporté 3 Championnat du Pérou devenu entraîneur[58].
- 27 juin : décès à 49 ans de Stefano Borgonovo, international italien ayant remporté la Coupe intercontinentale 1990 et la Ligue des champions : 1990[59].
- 30 juin : décès à 44 ans de Thompson Oliha, international nigérian ayant remporté la Coupe d'Afrique des nations 1994[60].
- 30 juin : décès à 84 ans de Luc Van Hoyweghen, joueur belge[61].

## Juillet
- 1er juillet : décès à 71 ans de Ján Zlocha, international tchécoslovaque ayant remporté la Coupe d'Europe des vainqueurs de coupe en 1969, 3 Championnat de Tchécoslovaquie et la Coupe de Tchécoslovaquie 1974[62].
- 4 juillet : décès à 76 ans de Jean-Jean Marcialis, joueur français[63].
- 8 juillet : décès à 83 ans de Dave Hickson, joueur puis entraîneur anglais[64].
- 17 juillet : décès à 73 ans de Luis Ubiña, international uruguayen ayant remporté la Coupe intercontinentale 1971, la Copa Libertadores 1971 et 3 Championnat d'Uruguay[65].
- 19 juillet : décès à 89 ans de Bert Trautmann, joueur allemand ayant remporté la Coupe d'Angleterre en 1956 devenu entraîneur. Il fut également sélectionneur de la Birmanie, Tanzanie, Libéria, Pakistan et Yémen[66].
- 19 juillet : décès à 80 ans de Phil Woosnam, international gallois devenu entraîneur et sélectionneur des États-Unis[67].
- 20 juillet : décès à 80 ans d'André Grobéty, international Suisse[68].
- 22 juillet : décès à 84 ans de Lawrie Reilly, international écossais ayant remporté 3 Championnat d'Écosse[69].
- 23 juillet : décès à 84 ans de Djalma Santos, international brésilien ayant remporté 2 Coupe du monde[70].
- 23 juillet : décès à 84 ans d'Arturo Yamasaki, arbitre international péruvien et mexicain[71].
- 27 juillet : décès à 27 ans de Sékou Camara, international malien[72].
- 27 juillet : décès à 60 ans de Santiago Santamaria, international argentin[73].
- 28 juillet : décès à 61 ans de Pedro Aicart, joueur péruvien ayant remporté le Championnat du Pérou 1982[74].
- 28 juillet : décès à 75 ans de Claude Croté, international belge[75].
- 29 juillet : décès à 27 ans de Christian Benítez, international équatorien[76].
- 30 juillet : décès à 89 ans d'Antoni Ramallets, international espagnol ayant remporté comme joueur 2 Coupes des villes de foire, 6 Championnat d'Espagne, 4 Coupe d'Espagne devenu entraîneur ayant remporté la Coupe des villes de foire 1964 et la Coupe d'Espagne 1964[77].

## Août
- 6 août : décès à 60 ans de Steve Aizlewood, joueur gallois[78].
- 6 août : décès à 53 ans de Selçuk Yula, international turc ayant remporté 2 Championnat de Turquie et la Coupe de Turquie 1983[79].
- 13 août : décès à 82 ans de Jean Vincent, international français ayant remporté comme joueur 4 Championnat de France et 3 Coupe de France devenu entraîneur ayant remporté 2 Championnat de France  et la Coupe de France en 1979. Il fut également sélectionneur du Cameroun et de la Tunisie[80].
- 20 août : décès à 62 ans de Costică Ștefănescu, international roumain ayant remporté 3 Championnat de Roumanie, 6 Coupe de Roumanie devenu entraîneur ayant remporté la Coupe de Syrie en 2004[81].
- 21 août : décès à 84 ans de Fred Martin, international écossais ayant remporté le Championnat d'Écosse 1955 et la Coupe d'Écosse 1947[82].
- 21 août : décès à 81 ans d'Alberto Callejo, international espagnol ayant remporté la Coupe des coupes 1962 et 2 Coupe d'Espagne[83].
- 24 août : décès à 82 ans de Nílton de Sordi, international brésilien ayant remporté la Coupe du monde 1958[84].
- 25 août : décès à 83 ans de Gilmar, international brésilien ayant remporté 2 Coupe du monde, 2 Coupe intercontinentale, 2 Copa Libertadores et 4 Coupe du Brésil[85].

## Septembre
- 1er septembre : décès à 92 ans d'Ignacio Eizaguirre, international espagnol ayant remporté 3 Championnat d'Espagne et la Coupe d'Espagne 1949 devenu entraineur[86].
- 1er septembre : décès à 80 ans de Pál Csernai, international hongrois devenu entraîneur ayant remporté 2 Championnat d'Allemagne. Il fut également sélectionneur de la Corée du Nord[87].
- 2 septembre : décès à 76 ans d'Isidro, joueur espagnol ayant remporté 4 Championnat d'Espagne et la Coupe d'Espagne 1962[88].
- 4 septembre : décès à 79 ans de Ferdinand Biwersi, arbitre international allemand[89].
- 7 septembre : décès à 62 ans de Wolfgang Frank, joueur allemand devenu entraîneur[90].
- 7 septembre : décès à 38 ans de Marek Špilár, international slovaque ayant remporté 2 Championnat de Belgique[91].
- 8 septembre : décès à 89 ans d'Ernest Rannou, joueur puis entraîneur français[92].
- 10 septembre : décès à 92 ans de Marcel Lanfranchi, joueur puis entraîneur français[93].
- 11 septembre : décès à 79 ans de Fernand Boone, international belge ayant remporté 2 Coupe de Belgique[94].
- 16 septembre : décès à 86 ans d'Emmanuel Quarshie, international ghanéen ayant remporté 2 Coupe d'Afrique des nations, 2 Coupe des clubs champions africains, le championnat du Ghana en 1977, le championnat d'Égypte en 1984, le championnat de Bahreïn 1988 et 2 Coupe de Bahreïn[95].
- 18 septembre : décès à 81 ans de Stanislas Dombeck, international français[96].
- 18 septembre : décès à 87 ans de Carlos Alberto Raffo, international équatorien[97].
- 19 septembre : décès à 67 ans de Gerrie Mühren, international néerlandais ayant remporté la Coupe Intercontinentale en 1972, 3 Coupe d'Europe des Clubs Champions, 3 Championnat des Pays-Bas, 3 Coupe des Pays-Bas, 2 Championnat de Hong Kong et la Coupe d'Espagne en 1977[98].
- 20 septembre : décès à 73 ans d'Ercan Aktuna, international turc ayant remporté 6 Championnat de Turquie[99].
- 23 septembre : décès à 76 ans Vlatko Marković, international yougoslave ayant remporté 3 Coupe de Yougoslavie et la Coupe de Yougoslavie 1980 comme entraîneur. Il fut également sélectionneur de la Croatie et président de la Fédération croate de football[100].

## Octobre
- 1er octobre : décès à 80 ans de Peter Broadbent, international anglais[101].
- 2 octobre : décès à 78 ans de Benjamin Dwomoh, arbitre international ghanéen.
- 8 octobre : décès à 80 ans de José Faria, joueur puis entraîneur brésilien ayant remporté  la Coupe des clubs champions africains 1985. Il fut également sélectionneur du Maroc[102].
- 14 octobre : décès à 83 ans de José Borello, international argentin ayant remporté la Copa América 1955 et le Championnat d'Argentine 1954[103].
- 15 octobre : décès à 59 ans de Bruno Metsu, joueur puis entraîneur français ayant remporté la Ligue des champions de l'AFC 2003, 2 Championnat des Émirats arabes unis, le Championnat du Qatar 2005.Il fut également sélectionneur de la Guinée, Sénégal, Qatar et des Émirats arabes unis[104].
- 18 octobre : décès à 69 ans de Jean-Michel Fouché, joueur puis entraîneur français[105].
- 29 octobre : décès à 85 ans de Robert Bahl, joueur puis entraîneur français[106].
- 29 octobre : décès à 71 ans d'Allal Benkassou, international marocain ayant remporté 7 Championnat du Maroc et 2 Coupe du Maroc[107].
- 29 octobre : décès à 84 ans d'Ayrton Vieira de Moraes, joueur puis arbitre international brésilien[108].

## Novembre
- 3 novembre : décès à 86 ans de Gerard Cieślik, international polonais ayant remporté 3 Championnat de Pologne et la Coupe de Pologne 1951 devenu entraîneur[109].
- 6 novembre : décès à 80 ans de Roberto Zárate, international argentin ayant remporté 5 Championnat d'Argentine.
- 12 novembre : décès à 91 ans de Giuseppe Casari, international italien[110].
- 14 novembre : décès à 63 ans de James McCluskey, arbitre international écossais[111].
- 15 novembre : décès à 77 ans de Félix Geybels, international belge[112].
- 18 novembre : décès à 92 ans de Pierre Bican, joueur de football et pongiste français[113].
- 24 novembre : décès à 92 ans d'Amedeo Amadei, international italien ayant remporté le Championnat d'Italie 1942. Il fut également sélectionneur de l'Équipe féminime italienne[114].
- 25 novembre : décès à 81 ans de Bill Foulkes, international anglais ayant remporté la Coupe d'Europe des clubs champions 1968, 4 Championnat d'Angleterre et la coupe d'Angleterre 1963 devenu entraîneur[115].
- 26 novembre : décès à 75 ans de Cayetano Ré, international paraguayen ayant remporté la Coupe des villes de foires 1966, le Championnat du Paraguay 1954 et la Coupe d'Espagne 1963 devenu entraîneur[116].
- 27 novembre : décès à 88 ans de Nílton Santos, international brésilien ayant remporté 2 Coupe du monde[117].

## Décembre
- 2 décembre : décès à 70 ans de Pedro Rocha, international uruguayen ayant remporté la Coupe intercontinentale 1966, 3 copa Libertadores, 8 Championnat d'Uruguay et le Championnat du Brésil 1977 devenu entraîneur[118].
- 18 décembre : décès à 75 ans de Martin Koeman, international néerlandais[119].
- 28 décembre : décès à 44 ans d'Ilya Tsymbalar, international russe et ukrainien ayant remporté 6 Championnat de Russie, 3 Coupe de Russie et la Coupe de la fédération soviétique en 1990 devenu entraîneur[120].
- 29 décembre : décès à 79 ans de José María Maguregui, international espagnol ayant remporté le Championnat d'Espagne en 1956 et 3 Coupe d'Espagne devenu entraîneur[121].